# Suzuki Liana
La Suzuki Liana (in vari mercati conosciuta anche come Suzuki Aerio) è un'automobile della casa automobilistica giapponese Suzuki prodotta dal 2001 al 2007 in versione berlina a tre volumi e in versione Monovolume.